# Provincija (Arsen Dedić)
Provincija naziv je trinaestog studijskog albuma Arsena Dedića, objavljenoga 1984. godine. Na albumu su skladbe koje su kasnije redovno uvrštavane u popise njegovih ponajboljih pjesama (Djevojka iz moga kraja, Sve te vodilo k meni, Razgovor sa konobarom). Sve pjesme je aranžirao Jože Privšek.

## Popis pjesama
Tekstovi i glazba: Arsen Dedić. 
| 1.    | »Sve te vodilo k meni«          | 2:44 |
| 2.    | »Djevojka iz moga kraja«        | 3:20 |
| 3.    | »Kako si«                       | 3:53 |
| 4.    | »Una«                           | 3:25 |
| 5.    | »Zagreb i ja se volimo tajno«   | 3:42 |
| 6.    | »Zbogom«                        | 2:35 |
| 7.    | »Gitara«                        | 3:16 |
| 8.    | »Mornarski kaput«               | 3:10 |
| 9.    | »Ne vraćaj se starim ljubavima« | 3:52 |
| 10.   | »Razgovor sa konobarom«         | 3:16 |
| 33:13 |                                 |      |

## Vanjske poveznice
- Discogs: Provnicija